# Outono (planta)
Solidago sphacelata, vulgarmente conhecido como goldenrod goldenrod False ou outono,  é uma espécie norte-americana de goldenrod na família do girassol. É nativa do leste dos Estados Unidos de Virgínia e As Carolinas oeste, na medida do Illinois e Mississippi. 
Solidago sphacelata é uma erva perene de até 120 cm (4 pés) de altura, com um subterrâneo cáudice e rizoma. Uma planta pode produzir até 150 cabeças pequenas flores amarelas em uma grande variedade de ramificação na parte superior da planta.[carece de fontes?]